# Victor (Film)
Victor ist ein 1998 erschienener Kurzfilm von Joel Bergvall und Simon Sandquist.

## Handlung
Der leukämiekranke Junge Victor träumt davon, Feuerwehrmann zu werden, und verbringt seine Tage im Krankenhaus damit, Zeichnungen von Bränden und Feuerwehrleuten anzufertigen. Da seine Mutter weiß, dass er nur noch etwa einen Monat zu leben hat, kontaktiert sie eine Feuerwache und arrangiert, dass der Traum des Jungen in Erfüllung geht: Er wird für einen Tag zum Feuerwehrmann. Für Victor ist die Erfahrung so positiv, dass sich sein Gesundheitszustand verbessert und er noch einige Monate überlebt. Als er schließlich doch im Sterben liegt, besuchen ihn alle Feuerwehrleute noch einmal über eine Feuerwehrleiter.

## Auszeichnungen
Bei der Oscarverleihung 1999 wurde Victor in der Kategorie Bester Kurzfilm nominiert.